# Samir Lima de Araújo
Samir Lima de Araújo (nacido el 25 de octubre de 1981) es un futbolista brasileño que se desempeña como delantero.
Jugó para clubes como el Bragantino, Vitória, Corinthians, Figueirense, Guarani, Remo, Campinense, Sampaio Corrêa y Avispa Fukuoka.

## Trayectoria

### Clubes
| Club                        | País   | Año         |
| --------------------------- | ------ | ----------- |
| Bragantino                  | Brasil | 2000 - 2001 |
| Vitória                     | Brasil | 2001 - 2003 |
| Corinthians                 | Brasil | 2004        |
| Guangzhou Evergrande Taobao | China  | 2004        |
| Jiangsu Suning              | China  | 2005        |
| Figueirense                 | Brasil | 2006 - 2007 |
| Beijing Hongdeng            | China  | 2007        |
| Guarani                     | Brasil | 2008        |
| Rio Preto                   | Brasil | 2009        |
| Remo                        | Brasil | 2010        |
| Campinense                  | Brasil | 2011        |
| Sampaio Corrêa              | Brasil | 2012        |
| Avispa Fukuoka              | Japón  | 2012        |